# Maximilian von Lingg

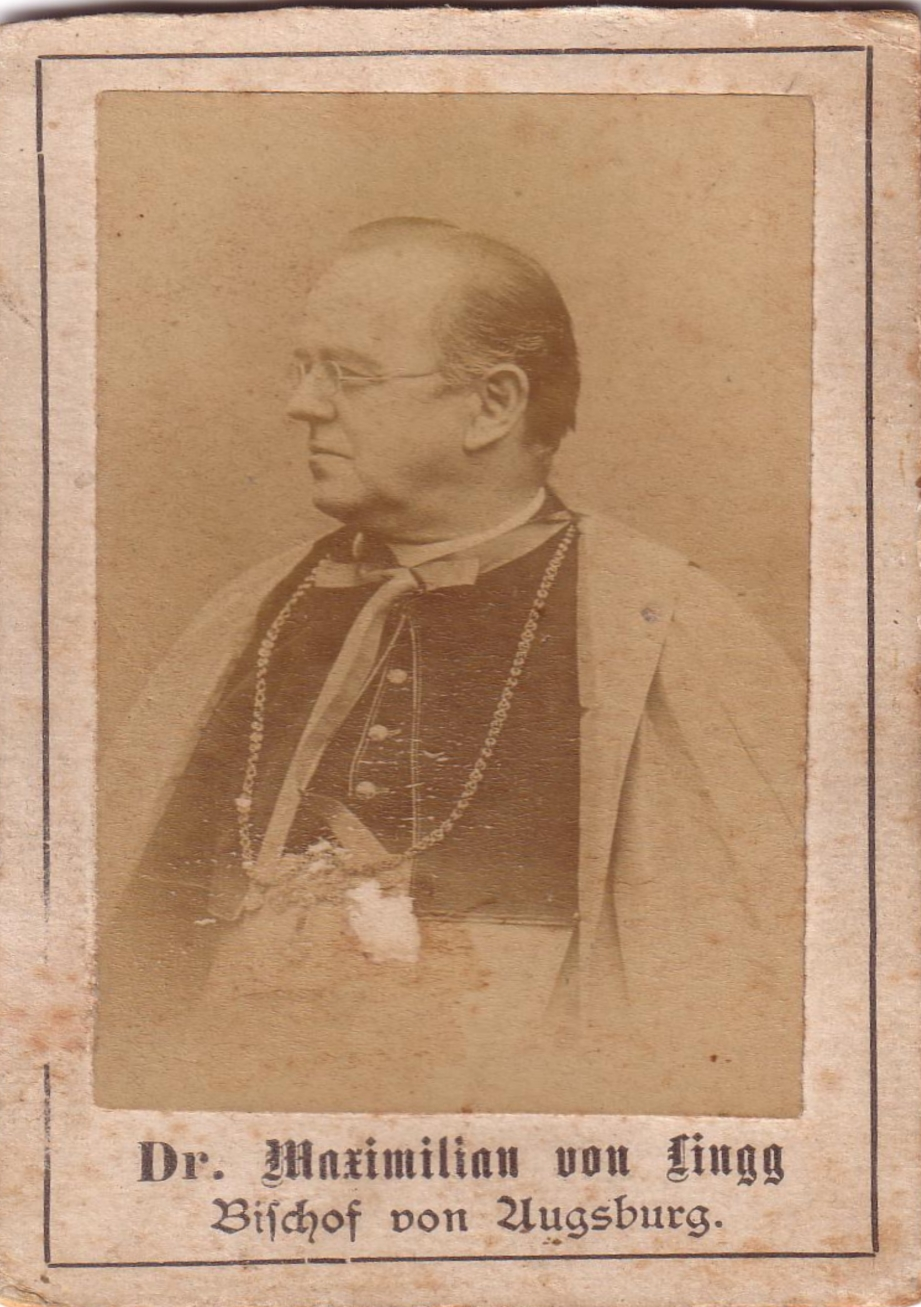
Maximilian von Lingg

Maximilian Joseph Lingg, seit 1902 Ritter von Lingg (* 8. März 1842 in Nesselwang; † 31. Mai 1930 in Füssen), war der 78. Bischof von Augsburg.

## Leben
Max Joseph Lingg wurde am 8. März 1842 als erstes Kind des Bäckers Johann Georg Lingg und dessen Frau Franziska, geb. Pfanner, in Nesselwang im heutigen Landkreis Ostallgäu geboren. Seine Mutter war eine Verwandte des Trappistenabtes Franz Pfanner, er selbst ein Vetter des Epikers und Lyrikers Hermann Lingg. Nach dem Besuch der Nesselwanger Volksschule setzte sich der ortsansässige Pfarrer Heine dafür ein, dass Max Joseph das Gymnasium bei St. Stephan in Augsburg besuchen konnte, um später Priester werden zu können. 1861 begann er sein Theologiestudium in München, in dem er auch Kontakt zu den späteren Altkatholiken hatte. Während seines Studiums wurde er 1861 Mitglied der Münchener Burschenschaft Algovia, Lingg blieb trotz seiner hohen kirchlichen Ämter in Bamberg seiner Burschenschaft in 38-jähriger Zugehörigkeit verbunden und trat erst drei Jahre vor seiner Ernennung zum Bischof im Jahre 1898 wegen „zunehmender Liberalisierung“ der Burschenschaft aus dieser aus. Mit Beginn des Wintersemesters 1863/1864 ging er an die Gregoriana nach Rom. Wiederholt veröffentlichte er lyrische Werke. Am 22. Juli 1865 empfing er in München die Priesterweihe und feierte am 27. August in Füssen  in der Kirche St. Mang seine Primiz.
Bereits 1863 hatte er ein Zweitstudium der Jurisprudenz begonnen, das er 1869 mit der Promotion abschloss. Über die zeitweise Erziehung des späteren Alfons XII. von Spanien sowie verschiedener bayerischer Prinzen kam er in Kontakt zu den Wittelsbachern, wodurch er 1874 zum Professor für Kirchengeschichte und Kirchenrecht am staatlichen Lyceum von Bamberg protegiert wurde. 1877 wurde er durch den Bamberger Erzbischof Friedrich von Schreiber, dessen Vertrauter Lingg war, zum wirklichen Geheimen Rat erhoben, 1885 zum Monsignore. In dieser Zeit wurde er aufgrund verschiedener theologischer Schriften von der Tübinger Universität in Theologie promoviert. 1893 wurde Lingg zum Bamberger Dompropst, womit er seine Lehrtätigkeit aufgeben musste. Trotz seiner für das reaktionäre Bamberg vergleichsweise liberalen Studentenzeit konnte er sich behaupten und erhielt über Prinzregent Luitpold von Bayern 1902 die Berufung zum Augsburger Bischof. Kurz nach seiner Ernennung zum Bischof wurde Lingg am 25. Oktober 1902 mit dem Ritterkreuz des Verdienstordens der Bayerischen Krone ausgezeichnet und damit in den persönlichen Ritterstand erhoben.

## Bischof von Augsburg
Die Bischofsweihe spendete ihm am 20. Juli 1902 der Erzbischof von München und Freising, Franz Joseph von Stein. Mitkonsekratoren waren Franz Leopold von Leonrod, Bischof von Eichstätt, und Anton von Henle, Bischof von Passau.
Lingg füllte sein Amt 28 Jahre in patriarchalischer und seelsorgerischer Weise. Unter anderem baute er das Bistum durch eine Erhöhung der Dekanate von vierzig auf sechzig aus, gründete 1910 das Dillinger Priesterseminar sowie eine Vielzahl neuer Kirchen wie die moderne Herz-Jesu-Kirche in Augsburg. Weiterhin setzte er sich auch für soziale Organisationen wie die Caritas oder den Katholischen Frauenbund ein.
Das Ende des Kaiserreiches 1919 führte für den Monarchisten Lingg zu großen Problemen. Nach der Ermordung des bayerischen Ministerpräsidenten Kurt Eisner kam es zu einem Überfall auf das bischöfliche Palais, dem er nur knapp entkommen konnte, bevor er sich bis zum Ende der Räterepublik in Sankt Ottilien verstecken musste. Danach ging sein Wirken stark zurück. 1927 erhielt er die Augsburger Ehrenbürgerschaft. Lingg verstarb 1930 nach einer für ihn zu anstrengenden Firmreise im von ihm gegründeten Ulrichsheim auf dem ehemaligen elterlichen Anwesen im Füssener Stadtteil Bad Faulenbach. Zum heutigen Gästehaus St. Ulrich gehört auch die Kirche St. Max, die er 1915 anlässlich seines 50-jährigen Priesterjubiläums gestiftet hat. Er wurde in einem festlichen Leichenzug nach Augsburg überführt und wie von ihm testamentarisch verfügt in der St. Gertrudenkapelle im Augsburger Dom unter einer schlichten Grabplatte begraben.

## Orden und Ehrenzeichen
- Prinzregent-Luitpold-Medaille in Silber
- Ritter II. Klasse mit Stern des Verdienstordens vom Heiligen Michael
- Rote-Kreuz-Medaille III. Klasse
- Preußisches Verdienstkreuz für Kriegshilfe im Ersten Weltkrieg
- Verdienstorden der Bayerischen Krone (Ritterkreuz, 1902)